# 335 a.C.
Il 335 a.C. (CCCXXXV a.C. in numeri romani) è un anno  del IV secolo a.C.

## Eventi
- Dario III diventa re dei Persiani.
- Aristotele torna ad Atene
- Aristotele fonda la sua scuola ad Atene, il Liceo
- Alessandro Magno distrugge Tebe
- A Roma
  - Consolato di Marco Valerio Corvo IV, e di Marco Atilio Regolo Caleno.
  - Dittatore Lucio Emilio Mamercino Privernate.
  - Vengono sconfitti gli Ausoni e conquistata la città di Cales

## Morti
- Artaserse IV di Persia, sovrano persiano
- Iceta di Siracusa, filosofo e astronomo siceliota (n. 400 a.C.)
- Langaro, re